# A Fülöp-szigetek az 1972. évi nyári olimpiai játékokon
A Fülöp-szigetek az NSZK-beli Münchenben megrendezett 1972. évi nyári olimpiai játékok egyik részt vevő nemzete volt. Az országot az olimpián 11 sportágban 53 sportoló képviselte, akik érmet nem szereztek.

## Atlétika
Férfi
| Versenyző     | Versenyszám | Előfutam | Előfutam | Előfutam | Negyeddöntő | Negyeddöntő | Negyeddöntő | Elődöntő | Elődöntő | Elődöntő | Döntő   | Döntő    |
| Versenyző     | Versenyszám | Idő      | Hely.    | Össz.    | Idő         | Hely.       | Össz.       | Idő      | Hely.    | Össz.    | Idő     | Helyezés |
| ------------- | ----------- | -------- | -------- | -------- | ----------- | ----------- | ----------- | -------- | -------- | -------- | ------- | -------- |
| Tukal Mokalam | 100 m       | 11,02    | 7.       | 75.*     | kiesett     | kiesett     | kiesett     | kiesett  | kiesett  | kiesett  | kiesett | kiesett  |
| Tukal Mokalam | 200 m       | 21,81    | 5.       | 45.*     | kiesett     | kiesett     | kiesett     | kiesett  | kiesett  | kiesett  | kiesett | kiesett  |

Női
| Versenyző                                               | Versenyszám     | Előfutam | Előfutam | Előfutam | Negyeddöntő | Negyeddöntő | Negyeddöntő | Elődöntő | Elődöntő | Elődöntő | Döntő   | Döntő    |
| Versenyző                                               | Versenyszám     | Idő      | Hely.    | Össz.    | Idő         | Hely.       | Össz.       | Idő      | Hely.    | Össz.    | Idő     | Helyezés |
| ------------------------------------------------------- | --------------- | -------- | -------- | -------- | ----------- | ----------- | ----------- | -------- | -------- | -------- | ------- | -------- |
| Amelita Alanes                                          | 100 m           | 12,37    | 7.       | 40.      | kiesett     | kiesett     | kiesett     | kiesett  | kiesett  | kiesett  | kiesett | kiesett  |
| Amelita Alanes                                          | 200 m           | 25,28    | 4.       | 31.      | 24,98       | 7.          | 27.         | kiesett  | kiesett  | kiesett  | kiesett | kiesett  |
| Aida Mantawel                                           | 400 m           | 57,91    | 7.       | 48.      | kiesett     | kiesett     | kiesett     | kiesett  | kiesett  | kiesett  | kiesett | kiesett  |
| Lucila Salao                                            | 100 m gát       | 15,15    | 6.       | 24.      |             |             |             | kiesett  | kiesett  | kiesett  | kiesett | kiesett  |
| Lucila Salao Carmen Torres Aida Mantawel Amelita Alanes | 4 × 100 m váltó | kizárták | kizárták | kizárták |             |             |             |          |          |          | kiesett | kiesett  |

| Versenyző            | Versenyszám   | Selejtező | Selejtező | Döntő    | Döntő    |
| Versenyző            | Versenyszám   | Eredmény  | Helyezés  | Eredmény | Helyezés |
| -------------------- | ------------- | --------- | --------- | -------- | -------- |
| Josephine de la Viña | Diszkoszvetés | 53,92 m   | 13.       | kiesett  | kiesett  |

* - egy másik versenyzővel azonos időt ért el

## Birkózás
Kötöttfogású
| Versenyző       | Versenyszám | 1. forduló                      | 2. forduló                            | 3. forduló        | 4. forduló        | 5. forduló        | 6. forduló        | 7. forduló        | Döntő             | Helyezés    |
| Versenyző       | Versenyszám | Ellenfél Eredmény               | Ellenfél Eredmény                     | Ellenfél Eredmény | Ellenfél Eredmény | Ellenfél Eredmény | Ellenfél Eredmény | Ellenfél Eredmény | Ellenfél Eredmény | Helyezés    |
| --------------- | ----------- | ------------------------------- | ------------------------------------- | ----------------- | ----------------- | ----------------- | ----------------- | ----------------- | ----------------- | ----------- |
| Rogelio Famatid | 57 kg       | Ion Baciu (ROU) · kétvállas     | Jamamoto Ikuei (JPN) · kétvállas      | kiesett           | kiesett           | kiesett           | kiesett           | kiesett           | kiesett           | helyezetlen |
| Eliseo Salugta  | 62 kg       | Georgi Markov (BUL) · kétvállas | Jemal Megrelishvili (URS) · kétvállas | kiesett           | kiesett           | kiesett           | kiesett           |                   | kiesett           | helyezetlen |

Szabadfogású
| Versenyző       | Versenyszám | 1. forduló                      | 2. forduló                     | 3. forduló        | 4. forduló        | 5. forduló        | 6. forduló        | 7. forduló        | Döntő             | Helyezés    |
| Versenyző       | Versenyszám | Ellenfél Eredmény               | Ellenfél Eredmény              | Ellenfél Eredmény | Ellenfél Eredmény | Ellenfél Eredmény | Ellenfél Eredmény | Ellenfél Eredmény | Ellenfél Eredmény | Helyezés    |
| --------------- | ----------- | ------------------------------- | ------------------------------ | ----------------- | ----------------- | ----------------- | ----------------- | ----------------- | ----------------- | ----------- |
| Arturo Tanaquin | 57 kg       | Klinga László (HUN) · kétvállas | Ivan Shavov (BUL) · kétvállas  | kiesett           | kiesett           | kiesett           | kiesett           | kiesett           | kiesett           | helyezetlen |
| Eliseo Salugta  | 62 kg       | Ivan Krasztev (BUL) · kétvállas | Szabó László (HUN) · kétvállas | kiesett           | kiesett           | kiesett           | kiesett           |                   | kiesett           | helyezetlen |

## Cselgáncs
| Versenyző          | Versenyszám  | Csoport | 1. forduló                               | 2. forduló                 | 3. forduló        | 4. forduló        | Vigaszág 1. forduló | Vigaszág 2. forduló | Vigaszág 3. forduló | Elődöntő          | Döntő             | Helyezés |
| Versenyző          | Versenyszám  | Csoport | Ellenfél Eredmény                        | Ellenfél Eredmény          | Ellenfél Eredmény | Ellenfél Eredmény | Ellenfél Eredmény   | Ellenfél Eredmény   | Ellenfél Eredmény   | Ellenfél Eredmény | Ellenfél Eredmény | Helyezés |
| ------------------ | ------------ | ------- | ---------------------------------------- | -------------------------- | ----------------- | ----------------- | ------------------- | ------------------- | ------------------- | ----------------- | ----------------- | -------- |
| Renato Repuyan     | Könnyűsúly   | B       | Louis Rabetrano (MAD) · GY               | Héctor Rodríguez (CUB) · V | kiesett           | kiesett           |                     |                     |                     |                   |                   | 13.      |
| Geronimo Dyogi     | Váltósúly    | A       | Mók Cők-ving (Mok Cheuk Wing) (HKG) · GY | Gerold Jungwirth (AUT) · V | kiesett           | kiesett           |                     |                     |                     |                   |                   | 12.      |
| Fernando H. García | Félnehézsúly | A       | erőnyerő                                 | Jan Bosman (NED) · V       | kiesett           | kiesett           |                     |                     |                     |                   |                   | 13.      |
| Fernando H. García | Nyílt        | B       | Ibrahin Cepero (CUB) · visszalépett      | Wim Ruska (NED) · V        | kiesett           | kiesett           |                     |                     |                     |                   |                   | 11.      |

## Íjászat
| Versenyző            | Versenyszám  | 1. forduló | 1. forduló | 2. forduló | 2. forduló | Összesítés | Összesítés |
| Versenyző            | Versenyszám  | Pont       | Hely.      | Pont       | Hely.      | Pont       | Helyezés   |
| -------------------- | ------------ | ---------- | ---------- | ---------- | ---------- | ---------- | ---------- |
| Ramón Aldea          | Férfi egyéni | 1067       | 51.        | 1035       | 54.        | 2102       | 54.        |
| Francisco Naranjilla | Férfi egyéni | 1117       | 44.        | 1171       | 28.        | 2288       | 37.        |
| Carlos Santos        | Férfi egyéni | 1062       | 52.        | 1121       | 47.        | 2183       | 50.        |

## Kerékpározás

### Országúti kerékpározás
| Versenyző    | Versenyszám   | Idő           | Helyezés      |
| ------------ | ------------- | ------------- | ------------- |
| Maximo Junta | Mezőnyverseny | nem ért célba | nem ért célba |

### Pálya-kerékpározás
Üldözőversenyek
| Versenyző    | Versenyszám  | Selejtező | Selejtező | Negyeddöntő  | Negyeddöntő | Negyeddöntő | Elődöntő     | Elődöntő  | Elődöntő | Döntő        | Döntő     | Helyezés |
| Versenyző    | Versenyszám  | Idő       | Hely.     | Ellenfél Idő | Saját idő   | Hely.       | Ellenfél Idő | Saját idő | Hely.    | Ellenfél Idő | Saját idő | Helyezés |
| ------------ | ------------ | --------- | --------- | ------------ | ----------- | ----------- | ------------ | --------- | -------- | ------------ | --------- | -------- |
| Maximo Junta | Férfi egyéni | 5:53,19   | 28.       | kiesett      | kiesett     | kiesett     | kiesett      | kiesett   | kiesett  | kiesett      | kiesett   | 28.      |

## Kosárlabda
| Fülöp-szigeteki férfi kosárlabdacsapat-játékoskeret                                                       | Fülöp-szigeteki férfi kosárlabdacsapat-játékoskeret                                   |
| --- | ------------------------------------------------------------------------------------- |
| - William Adornado - Ciso Bernardo - Ricardo Cleofas - Danny Florencio - Jimmy Mariano - Rosalio Martínez | - Rogelio Melencio - Ed Ocampo - Manny Paner - Jun Papa - Marte Samson - Freddie Webb |

### Eredmények
Csoportkör
B csoport
| Csapat               | M | Gy | V | P+  | P–  | Pk   |
| -------------------- | - | -- | - | --- | --- | ---- |
| Szovjetunió (URS)    | 7 | 7  | 0 | 639 | 479 | +160 |
| Olaszország (ITA)    | 7 | 5  | 2 | 547 | 471 | +76  |
| Jugoszlávia (YUG)    | 7 | 5  | 2 | 582 | 484 | +98  |
| Puerto Rico (PUR)    | 7 | 5  | 2 | 570 | 531 | +39  |
| NSZK (FRG)           | 7 | 3  | 4 | 482 | 518 | –36  |
| Lengyelország (POL)  | 7 | 2  | 5 | 520 | 536 | –16  |
| Fülöp-szigetek (PHI) | 7 | 1  | 6 | 526 | 666 | –140 |
| Szenegál (SEN)       | 7 | 0  | 7 | 405 | 586 | –181 |

| 1972. augusztus 27. 9:00 | Lengyelország (POL) | 90 – 75 | Fülöp-szigetek (PHI) |  |
| 1972. augusztus 27. 9:00 | (33–46)             |         |                      |  |

| 1972. augusztus 28. 18:30 | Puerto Rico (PUR) | 92 – 72 | Fülöp-szigetek (PHI) |  |
| 1972. augusztus 28. 18:30 | (49–40)           |         |                      |  |

| 1972. augusztus 29. 18:30 | NSZK (FRG) | 93 – 74 | Fülöp-szigetek (PHI) |  |
| 1972. augusztus 29. 18:30 | (46–34)    |         |                      |  |

| 1972. augusztus 30. 18:30 | Fülöp-szigetek (PHI) | 76 – 117 | Jugoszlávia (YUG) |  |
| 1972. augusztus 30. 18:30 | (33–58)              |          |                   |  |

| 1972. szeptember 1. 9:00 | Szenegál (SEN) | 62 – 68 | Fülöp-szigetek (PHI) |  |
| 1972. szeptember 1. 9:00 | (30–39)        |         |                      |  |

| 1972. szeptember 2. 18:30 | Fülöp-szigetek (PHI) | 80 – 111 | Szovjetunió (URS) |  |
| 1972. szeptember 2. 18:30 | (40–57)              |          |                   |  |

| 1972. szeptember 3. 9:00 | Olaszország (ITA) | 101 – 81 | Fülöp-szigetek (PHI) |  |
| 1972. szeptember 3. 9:00 | (44–35)           |          |                      |  |

A 13–16. helyért
| 1972. szeptember 5. 15:00 | Fülöp-szigetek (PHI) | 2 – 0 | Egyiptom (EGY) |  |
| 1972. szeptember 5. 15:00 |                      |       |                |  |

- Egyiptom visszalépett. A hivatalos jegyzőkönyvben 2–0-s végeredmény szerepel.

A 13. helyért
| 1972. szeptember 8. 15:00 | Fülöp-szigetek (PHI) | 82 – 73 | Japán (JPN) |  |
| 1972. szeptember 8. 15:00 | (34–38)              |         |             |  |

| Csapat               | Helyezés |
| -------------------- | -------- |
| Fülöp-szigetek (PHI) | 13.      |

## Ökölvívás
| Versenyző         | Versenyszám   | Selejtező                 | 32-es főtábla                      | Nyolcaddöntő      | Negyeddöntő       | Elődöntő          | Döntő             | Helyezés |
| Versenyző         | Versenyszám   | Ellenfél Eredmény         | Ellenfél Eredmény                  | Ellenfél Eredmény | Ellenfél Eredmény | Ellenfél Eredmény | Ellenfél Eredmény | Helyezés |
| ----------------- | ------------- | ------------------------- | ---------------------------------- | ----------------- | ----------------- | ----------------- | ----------------- | -------- |
| Vicente Arsenal   | Papírsúly     |                           | James Odwori (UGA) · RSC           | kiesett           | kiesett           | kiesett           | kiesett           | 17.      |
| Renato Fortaleza  | Légsúly       | Nagai Fudzsio (JPN) · 1-4 | kiesett                            | kiesett           | kiesett           | kiesett           | kiesett           | 32.      |
| Ricardo Fortaleza | Harmatsúly    | erőnyerő                  | Alfonso Zamora (MEX) · RSC         | kiesett           | kiesett           | kiesett           | kiesett           | 17.      |
| Nicolas Aquilino  | Nagyváltósúly | erőnyerő                  | Evángelosz Ikonomákosz (GRE) · 0-5 | kiesett           | kiesett           | kiesett           | kiesett           | 17.      |

## Sportlövészet
Nyílt
| Versenyző           | Versenyszám           | Pont | Helyezés |
| ------------------- | --------------------- | ---- | -------- |
| Tom Ong             | Gyorstüzelő pisztoly  | 533  | 57.      |
| Rafael Recto        | Gyorstüzelő pisztoly  | 553  | 53.      |
| Teodoro Kalaw       | Szabadpisztoly        | 524  | 50.      |
| Arturo Macapagal    | Szabadpisztoly        | 533  | 47.      |
| Lodovico Espinosa   | Sportpuska, fekvő     | 570  | 97.      |
| Lodovico Espinosa   | Sportpuska, összetett | 1072 | 59.      |
| Manuel Valdes       | Trap                  | 138  | 56.      |
| Melchor Yap         | Skeet                 | 167  | 57.      |
| Raymundo Quitoriano | Skeet                 | 143  | 61.      |

## Súlyemelés
| Versenyző            | Versenyszám | Nyomás   | Nyomás   | Szakítás | Szakítás | Lökés                    | Lökés                    | Összesen | Helyezés |
| Versenyző            | Versenyszám | Eredmény | Helyezés | Eredmény | Helyezés | Eredmény                 | Helyezés                 | Összesen | Helyezés |
| -------------------- | ----------- | -------- | -------- | -------- | -------- | ------------------------ | ------------------------ | -------- | -------- |
| Salvador del Rosario | 52 kg       | 97,5     | 8.       | 95,0     | 5.       | érvényes kísérlet nélkül | érvényes kísérlet nélkül | kiesett  | kiesett  |
| Nigel Trance         | 52 kg       | 85,0     | 16.      | 90,0     | 10.      | 115,0                    | 12.                      | 290,0    | 14.      |
| Arturo del Rosario   | 56 kg       | 92,5     | 22.      | 87,5     | 18.      | 122,5                    | 14.                      | 302,5    | 18.      |

## Úszás
Férfi
| Versenyző                                                | Versenyszám            | Előfutam | Előfutam | Előfutam | Elődöntő | Elődöntő | Elődöntő | Döntő   | Döntő    |
| Versenyző                                                | Versenyszám            | Idő      | Hely.    | Össz.    | Idő      | Hely.    | Össz.    | Idő     | Helyezés |
| -------------------------------------------------------- | ---------------------- | -------- | -------- | -------- | -------- | -------- | -------- | ------- | -------- |
| Luis Ayesa                                               | 200 m gyors            | 2:05,97  | 6.       | 41.      |          |          |          | kiesett | kiesett  |
| Dae Imlani                                               | 400 m gyors            | 4:24,01  | 6.       | 37.      |          |          |          | kiesett | kiesett  |
| Dae Imlani                                               | 1500 m gyors           | 17:37,65 | 8.       | 35.      |          |          |          | kiesett | kiesett  |
| Edwin Borja                                              | 1500 m gyors           | 18:12,17 | 7.       | 41.      |          |          |          | kiesett | kiesett  |
| Gerardo Rosario                                          | 100 m hát              | 1:06,85  | 7.       | 36.      | kiesett  | kiesett  | kiesett  | kiesett | kiesett  |
| Gerardo Rosario                                          | 200 m hát              | 2:23,53  | 7.       | 32.      |          |          |          | kiesett | kiesett  |
| Amman Jalmaani                                           | 100 m mell             | 1:09,28  | 5.       | 21.      | kiesett  | kiesett  | kiesett  | kiesett | kiesett  |
| Amman Jalmaani                                           | 200 m mell             | 2:33,54  | 5.       | 28.      |          |          |          | kiesett | kiesett  |
| Carlos Singson                                           | 100 m pillangó         | 1:02,11  | 7.       | 34.      | kiesett  | kiesett  | kiesett  | kiesett | kiesett  |
| Carlos Singson                                           | 200 m pillangó         | 2:23,70  | 8.       | 29.      |          |          |          | kiesett | kiesett  |
| Jairulla Jaitulla                                        | 200 m vegyes           | 2:17,23  | 5.       | 25.      |          |          |          | kiesett | kiesett  |
| Jairulla Jaitulla                                        | 400 m vegyes           | 5:05,48  | 6.       | 31.      |          |          |          | kiesett | kiesett  |
| Luis Ayesa Dae Imlani Carlos Singson Jairulla Jaitulla   | 4 × 100 m gyorsváltó   | 3:47,39  | 6.       | 13.      |          |          |          | kiesett | kiesett  |
| Dae Imlani Edwin Borja Carlos Singson Jairulla Jaitulla  | 4 × 200 m gyorsváltó   | 8:44,01  | 7.       | 14.      |          |          |          | kiesett | kiesett  |
| Gerardo Rosario Amman Jalmaani Carlos Singson Luis Ayesa | 4 × 100 m vegyes váltó | 4:13,62  | 6.       | 16.      |          |          |          | kiesett | kiesett  |

## Vitorlázás
Nyílt
| Versenyző                                 | Versenyszám | Futam | Futam  | Futam | Futam | Futam | Futam | Pontszám | Helyezés |
| Versenyző                                 | Versenyszám | 1     | 2      | 3     | 4     | 5     | 6     | Pontszám | Helyezés |
| ----------------------------------------- | ----------- | ----- | ------ | ----- | ----- | ----- | ----- | -------- | -------- |
| Mario Almario Ambrosio Santos Alfonso Qua | Soling      | 31,0  | (32,0) | 31,0  | 31,0  | 30,0  | 30,0  | 153,0    | 26.      |